# Akysis manipurensis
Akysis manipurensis är en fiskart som först beskrevs av Arunkumar 2000.  Akysis manipurensis ingår i släktet Akysis och familjen Akysidae. IUCN kategoriserar arten globalt som otillräckligt studerad. Inga underarter finns listade i Catalogue of Life.